# Thèse d'exercice
Ne doit pas être confondu avec Thèse de doctorat.

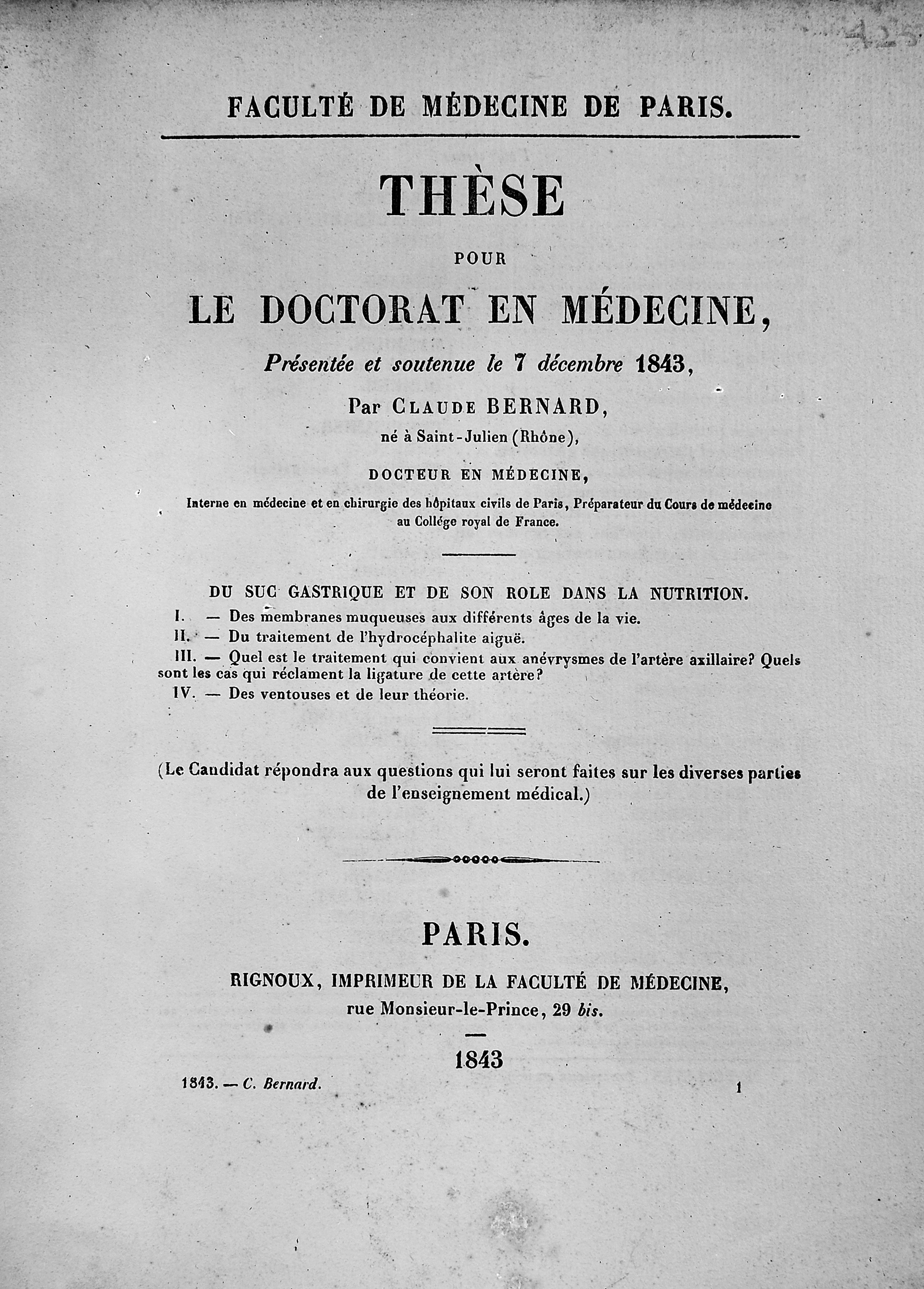
Page de titre de la thèse de doctorat en médecine de Claude Bernard (1843)

La thèse d'exercice est une thèse du système universitaire français, qui conclut les études de certaines professions de santé après validation du troisième cycle de formation aboutissant au diplôme d'État de docteur. 
Elle concerne les études de médecine, de chirurgie dentaire, de pharmacie, de médecine vétérinaire et de maïeutique, et est indispensable à la délivrance des diplômes d'État de docteur en médecine, chirurgie-dentaire, pharmacie, médecine vétérinaire ou maïeutique.
La thèse d'exercice est différente de la thèse de doctorat soutenue pour l'obtention du diplôme national de doctorat (équivalent au Ph.D. du système universitaire anglo-saxon). En particulier :  
- son niveau d'exigence est moins élevé et elle n'implique pas nécessairement de recherches expérimentales, théoriques ou méthodologiques pour être soutenue[9],[10],[11],[12],[13] et une recherche bibliographique sur un sujet peut suffire à son obtention[réf. souhaitée] ;
- son archivage, son signalement dans les outils bibliographiques, ainsi que sa diffusion en ligne ne sont pas légalement requis[14] ;
- seule, elle ne permet pas l'accès à une carrière de recherche universitaire[15].

Elle ouvre droit à un statut comparable aux grades professionnels (en) « Doctor of Medicine » (M.D.) ou Doctor of Pharmacy (en) » (Pharm.D.) qui existent au Canada ou aux États-Unis[réf. nécessaire].